# Nachal Mischmar

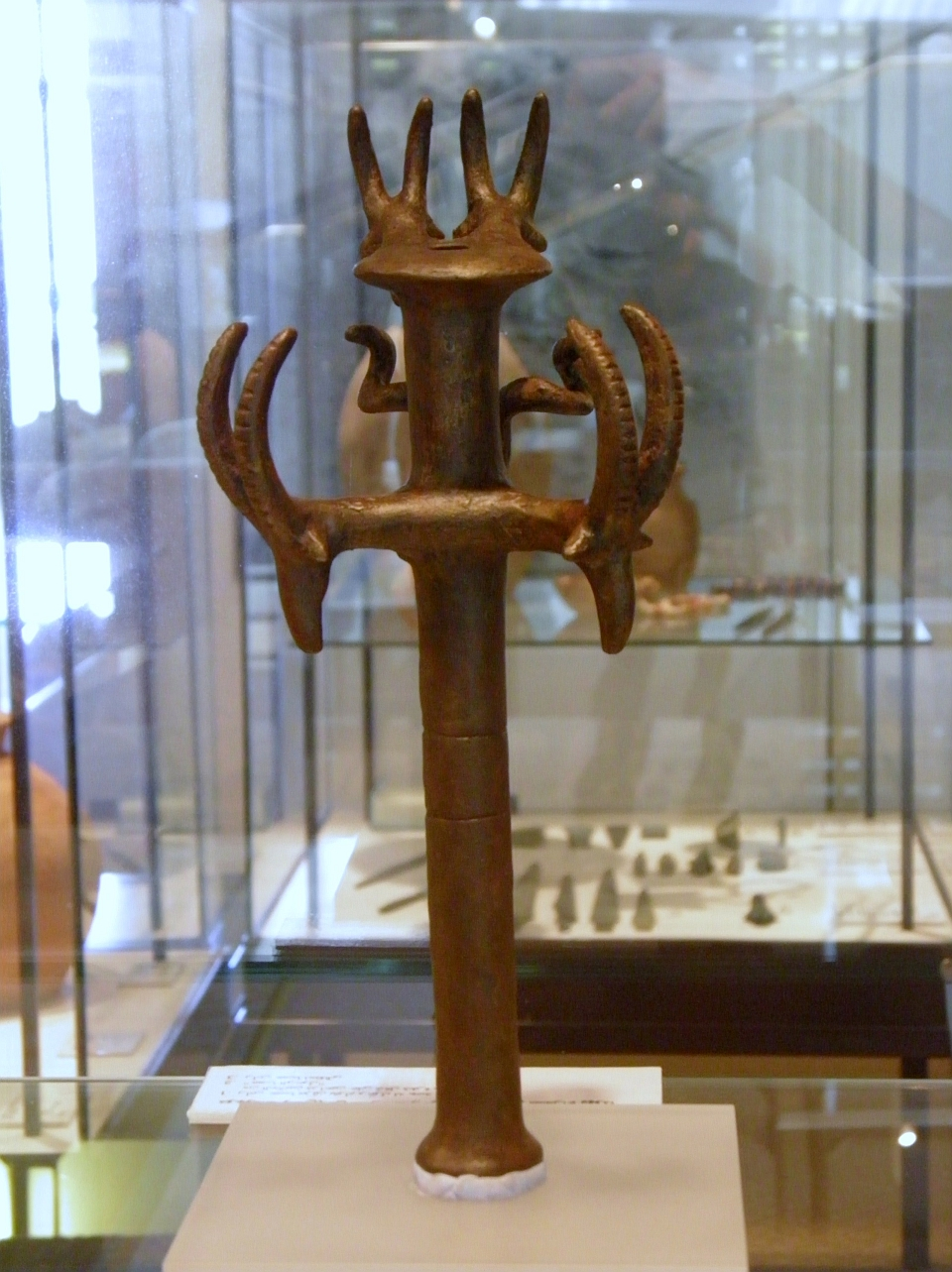
Bronzezepter aus dem Schatzfund von Nachal Mischmar, Israel-Museum, Jerusalem

Nachal Mischmar (hebräisch נחל משמר; arabisch مَحْرَس) ist ein Tal am Toten Meer. Es liegt ungefähr auf halbem Weg zwischen En Gedi und Masada.
Bei einer Expedition der Hebräischen Universität Jerusalem im Jahr 1960 wurden in Höhle Nr. 1 drei Papyri, eines davon in hebräischer/aramäischer, eines in griechischer Schrift, und ein drittes sowohl aramäisch wie griechisch beschriebenes gefunden. Schriftvergleiche legen eine Datierung in die Zeit des Bar-Kochba-Aufstandes nahe. Es dürfte sich dabei, ebenso wie bei den Schriftfunden im Nachal Zeʾelim, um Vertragstexte oder Zensus-Listen handeln. Die Höhle wurde als Scouts’ Cave bezeichnet.
In einer zweiten Expedition im März 1961 stießen die Archäologen in derselben Höhle zunächst auf Funde aus der Römerzeit, darunter auch Tonscherben, Textilien und Halbedelsteine. Dann in einer geräumigen Grube hinter einem dicken Felsbrocken entdeckten sie einen sensationellen Kupferhortfund, der 6000 Jahre unbeachtet worden war: einen Schatz von 442 Gegenständen, die sorgfältig in Binsenmatten gehüllt waren und der Kultur des Ghassuliens zuzurechnen ist. Es fanden sich 429 Kupferobjekte, sechs bestanden aus Hämatit, eines aus Stein, eines aus Elfenbein und fünf aus Flusspferdelfenbein. Die Kupferobjekte wogen allein 140 Kilogramm, für einen Einzelfund eine sehr große Menge. Die Höhle wurde danach umbenannt in Cave of the Treasure.
Anhand von 14C-Daten von Proben an der Binsenmatten, wird der Schatz auf etwa 3500 v. Chr. und somit in die Kupfersteinzeit datiert.
Viele der Kupferobjekte sind in komplexen Gussformen aus verlorenem Wachs hergestellt worden, was auf ein noch nicht erkanntes Vorstadium technischer Fertigkeiten schließen lässt. Die prachtvollsten Stücke, die Kronen, Standarten, Zepter und Keulenköpfe, sind aus dem hellen, silbrig schimmernden Arsenkupfer gegossen. Ein hoher Anteil an Arsen im Kupfer führt einerseits zu besonders guten Gießeigenschaften und lässt andererseits das Metall härter werden. Die Gegenstände gehören damit zu den ältesten bekannten Objekten in dieser Technik, gelten weltweit als Spitzenleistung des Chalkolithikums und sind der spektakuläre Beweis, wie perfekt die Menschen im Vorderen Orient die Technik der Kupferverarbeitung beherrschten. Die schlichteren Arbeitsgeräte (wie die Flachbeile) sind aus fast reinem Kupfer gefertigt. Möglicherweise stammt ein Teil des Kupfers dieser Funde aus den Bergbauregionen am Wadi Araba (Timna, Faynan).
Es wird vermutet, dass es sich um einen Tempelschatz handelte, der dort versteckt worden war. Bei En Gedi wurde ein Tempel aus dieser Zeit ausgegraben, aus dem die Objekte stammen könnten. Dies ist jedoch nur eine Vermutung.